# Saint-Félix-de-Lunel
Saint-Félix-de-Lunel település Franciaországban, Aveyron megyében. Lakosainak száma 384 fő (2022. január 1.). Saint-Félix-de-Lunel Campuac, Espeyrac, Mouret, Pruines, Sénergues és Villecomtal községekkel határos.

## Népesség
A település népessége az elmúlt években az alábbi módon változott:
| Lakosok száma | 481  | 466  | 430  | 381  | 416  | 377  | 347  | 339  | 354  | 384  |
|               | 1968 | 1982 | 1990 | 2006 | 2013 | 2015 | 2017 | 2019 | 2020 | 2022 |